# Franz-Markus Leweke
Franz-Markus Leweke (* 14. Juli 1965 in Opladen) ist ein deutscher Psychiater und Psychotherapeut. Er ist Professor und Chair in Youth Depression Studies am Brain and Mind Centre der University of Sydney und Professor und Arbeitsgruppenleiter am Zentralinstitut für Seelische Gesundheit in Mannheim.

## Leben
Leweke studierte Medizin an der Universität zu Köln und an der University of New South Wales in Sydney. Nach seiner neurophysiologischen Ausbildung und Promotion am Institut für Neurophysiologie der Universität zu Köln bei Uwe Heinemann begann er seine neurologische Weiterbildung am Alfried Krupp Krankenhaus in Essen bei Johannes Noth und Peter Berlit und wechselte anschließend in die Abteilung Klinische Psychiatrie und Psychotherapie an die Medizinische Hochschule Hannover, wo er mit Hinderk Meiners Emrich arbeitete. Dort begann er seine Forschung zur Rolle der Cannabinoide und des Endocannabinoidsystems bei psychiatrischen Erkrankungen. Nach seiner psychiatrischen Facharztausbildung wechselte er nach Bonn in die Klinik für Epileptologie der Universität zu Christian E. Elger und komplettierte seine neurologische Facharztausbildung. Von dort wechselte er als Leitender Oberarzt an die Abteilung Allgemeine Psychiatrie III – Abhängigkeitserkrankungen der Rheinischen Kliniken in Düsseldorf. Nach einem Forschungsaufenthalt am The Neurosciences Institute in San Diego, wo er mit Daniele Piomelli arbeitete, wechselte er als Oberarzt und später Leitender Oberarzt und Leiter der Forschungsgruppe Experimentelle und klinische Neuropsychopharmakologie an die Klinik für Psychiatrie und Psychotherapie der Universität zu Köln, wo er sich zehn Jahre dem wissenschaftliche Schwerpunkt seiner Arbeit, der Erforschung von Schizophrenie und Affektiven Störungen mittels klinischer, neurochemischer und psychopharmakologischer Methoden sowie der Rolle des Endocannabinoidsystems in diesem Zusammenhang widmete und sich 2004 habilitierte. Im Jahre 2009 wurde er als Professor für Psychiatrie und Psychotherapie an das Zentralinstitut für Seelische Gesundheit und die Medizinische Fakultät Mannheim der Universität Heidelberg berufen. 2017 folgte er einem Ruf als Professor und Chair in Youth Depression Studies am Brain and Mind Centre der University of Sydney.

## Wissenschaftlicher Beitrag
Leweke hat mit der Cannabinoidhypothese der Schizophrenie (zusammen mit Hinderk Meiners Emrich und Udo Schneider) und seinen Untersuchungen zur Rolle des Endocannabinoidsystems bei Schizophrenie wesentlich zur in der Entwicklung befindlichen therapeutischen Nutzung des Systems (z. B. durch Cannabidiol) beigetragen. Darüber hinaus war er an der Identifikation erster neurochemischer Biomarker-Sets für psychische Erkrankungen (zusammen mit Sabine Bahn) intensiv beteiligt.
Er war Gründungsherausgeber der Fachzeitschrift Neuropsychiatry (2012 bis 2015) und ist u. a. Mitherausgeber von Cannabis and Cannabinoid Research.
2020 gründete Leweke die Endosane Pharmaceuticals GmbH in Berlin mit, die – in Übereinstimmung mit seiner bisherigen wissenschaftlichen Arbeit – die Entwicklung neuer psychopharmakologischer Behandlungsansätze vorantreibt.

## Ehrungen und Auszeichnungen
- DGPPN-Preis für Psychopharmakologie 2015
- Promotionspreis der Gesellschaft für Epilepsieforschung e.V. 1993 (beste deutschsprachige Dissertation auf dem Gebiet der Epileptologie)